# Röntgenastronomi
Röntgenastronomi är en gren av astronomin som studerar elektromagnetisk strålning med fotonenergier i området cirka 0,1-100 keV (kiloelektronvolt), motsvarande 1-0,1 nm (nanometer) i våglängd. När strålningen har så kort våglängd, är det mer praktiskt att tala om energin för de enskilda fotonerna, eftersom det ofta är de enskilda fotonerna som man räknar. Energin sträcker sig då från 1 keV för den mest långvågiga strålningen till 100 keV för den mest kortvågiga strålningen.

## Röntgenstrålning
Kosmisk röntgenstrålning kan till exempel uppstå i het plasma, en gas som hettats upp så mycket att atomerna har förlorat några av sina elektroner, så att det uppstår en blandning av fria elektroner och positiva joner. Strålningen kan då alstras på flera olika sätt. Ett av dem är när en elektron som passerar förbi en positiv jon böjs av genom den elektriska kraften mellan jonen och elektronen. Medan elektronen avböjs, sänder den ut elektromagnetisk strålning, som kallas bromsstrålning. Ett annat sätt för elektronen att avböjas är genom om det finns ett starkt magnetfält i plasmat, som då kan ge upphov till cyklotron- eller synkrotronstrålning. En tredje möjlighet är om elektronen kolliderar med en redan existerande foton. Om fotonen från början har mindre energi än elektronen, så kan den vid kollisionen ta över en del av elektronens energi, vilket kallas för invers Comptonspridning.
Även i röntgen kan det bildas spektrallinjer. Dessa uppstår om en första röntgenfoton slår ut en av de innersta elektronerna från en tung atom, exempelvis järn. Då uppstår en tom plats bland de hårdast bundna elektronerna kring atomkärnan och en lösare bunden elektron kan falla ner på den tomma platsen. Vid övergången sänder den ut en foton med en bestämd energi eller våglängd. 

## Observation
Det är betydligt svårare att bygga röntgenteleskop jämfört med vanliga teleskop; Det gäller även för den som kan konstruera vanliga spegelteleskop med strykande infall, precis som man gör i extremt ultraviolett. Röntgenstrålning absorberas dessutom av jordens atmosfär, så instrument som kan iaktta röntgenstrålar måste tas upp till hög höjd, tidigare med stratosfärballonger och på 1960-talet genom att sända upp enkla röntgendetekorer med sondraketer. 
Många röntgenteleskop har konstruerats efter den enkla principen att sätta en mask, kollimator framför detektorn, vilket begränsar dennas synfält till en liten del av himlen åt gången. Man använder detektorer som på olika vis kan registrera enskilda fotoner och helst också mäta fotonernas energier. 

### Satelliter
Nuförtiden är röntgenastronomi en del av rymdforskningen och det stora genombrottet kom år 1970, när amerikanska satelliten Uhuru sköts upp från en plattform i Kenya. Namnet Uhuru är swahili och betyder frihet och togs för att den sköts upp på 7-årsdagen av Kenyas självständighet. Uhuru följdes av många små satelliter. Nästa stora steg var den amerikanska satelliten Einstein, som sköts upp år 1979, 100 år efter Einsteins födelse. Einstein var den första satelliten med avbildande röntgenteleskop. Under 1980-talet kom den europeiska EXOSAT. Det stora framsteget med EXOSAT var att medan Einstein hade haft en låg omloppsbana, så fick EXOSAT en lång och mycket elliptisk bana som gjorde det möjligt att studera ett enskilt objekt under ett långt tidsintervall. Samtidigt kunde EXOSAT följa mycket snabba förändringar i röntgenstrålningen. Under 1990-talet kom många nya satelliter, bland annat GRANAT, ROSAT, ASCA, Rossi-XTE, BeppoSAX, Chandra-teleskopet och SMART-1. Alla dessa har på något sätt bidragit till vår förståelse av röntgenhimlen. 
De nya satelliterna har visat nya astronomiska fenomen, speciellt i anslutning till kompakta kroppar som vita dvärgstjärnor, neutronstjärnor och svarta hål. Gas som faller in mot sådana pressas samman och kan hettas upp till tillräckligt höga temperaturer (miljontals grader Celsius) för att röntgenstrålning skall bildas genom olika processer. Riccardo Giacconi erhöll nobelpriset i fysik 2002 för sina insatser inom röntgenastronomin.
Man studerar röngtenstrålning från bland annat utbrott på solytan, från dubbelstjärnor som innehåller kompakta komponenter, från supernovor, pulsarer, kvasarer med supermassiva svarta hål och från den tidiga efterglöden hos gammablixtar. Det strålar även ifrån galaxhopar i röntgen, där det är galaxernas rörelser som hettar upp gasen mellan galaxerna. Den så kallade röntgenbakgrunden är strålning som observeras i alla riktningar på himlen och tros till största delen orsakas av ett stort antal avlägsna kvasarer.